# Syndicale afvaardiging
De syndicale afvaardiging of vakbondsafvaardiging bestaat uit de afgevaardigden (delegees) van de verschillende vakverenigingen. Ze zijn de vertegenwoordigers van de werknemers in het bedrijf zelf en diens belangrijkste contactpunt met hun vakbond. Het geheel van de vakbondsafvaardiging wordt ook wel de syndicale delegatie genoemd.

## Situatie in België
De vakbondsafgevaardigden zijn lid van een van de drie vakbonden (ABVV, ACV of ACLVB) en worden verkozen  door de vakbonden in overleg met elkaar. Ze kunnen op een onafhankelijke manier hun eigen beleid bepalen, eisen stellen en onderhandelen. Ze hebben onder andere het recht om de naleving van de sociale wetgeving te controleren en om de werknemers bij te staan als er een geschil is met de werkgever. Op ondernemingsniveau voeren ze gesprekken met de werkgever over de lonen, flexibele arbeidstijden, uitzendarbeid of  opleiding. De syndicale delegees verdedigen hierbij (vanzelfsprekend) de belangen van de werknemers en zijn daarom door verschillende wetgevingen in zekere mate beschermd tegen ontslag.
Daarnaast verwerken ze de informatie uit de Ondernemingsraad (OR) en het Comité voor Preventie en Bescherming op het Werk (CPBW) en communiceren deze naar (en overleggen deze met) de werknemers. Indien nodig organiseren ze vakbondsactie.